# Zeca Afonso
Zeca Afonso lub Zeca, właśc. José Manuel Cerqueira Afonso dos Santos (ur. 2 sierpnia 1929 w Aveiro, zm. 23 lutego 1987 w Setúbal) – portugalski piosenkarz folkowy i nauczyciel.

## Życiorys
Urodził się 2 sierpnia 1929 r. w Aveiro jako drugi syn i trzecie z trojga dzieci sędziego José Afonso i nauczycielki Marii das Dores. Dzieciństwo spędził częściowo pod opieką wuja w Portugalii, a częściowo w Mozambiku i Angoli, gdzie pracował jego ojciec. W 1940 r. podjął naukę w liceum w Coimbrze. Za sprawą drugiego wuja należał przez pewien czas do wspierającą reżim Młodzieży Portugalskiej. Kiedy w 1942 r. Japończycy zajęli portugalski Timor Wschodni, gdzie wówczas przebywali jego rodzice, Afonso stracił z nimi kontakt aż do końca wojny. Wówczas, jeszcze jako licealista, zaczął śpiewać i zaangażował się w działalność nieformalnych organizacji studenckich na Uniwersytecie w Coimbrze, dzięki czemu mógł występować na organizowanych na uczelni występach. Szkołę średnią ukończył w 1949 r. i zaczął studia historyczne i filozoficzne.
Wtedy też wstąpił do chóru studenckiego Orfeon Académico de Coimbra. W późniejszym okresie odbywał dwuletnią służbę wojskową w Makau, ale została mu ona skrócona ze względu na zły stan zdrowia. Po powrocie ze służby wojskowej ukończył studia, broniąc pracy magisterskiej o Jean-Paulu Sartrze. Zadebiutował w 1956 r. płytą Fados de Coimbra, ale z powodów finansowych musiał podjąć pracę nauczyciela i oddał dzieci pod opiekę rodzicom, którzy mieszkali wówczas w Mozambiku.
W 1958 r. zaangażował się w nieudaną kampanię prezydencką liberalnego Humberta Delgada, co mogło być powodem, dla którego zaczął do swoich piosenek pisać teksty o tematyce politycznej i socjalnej, a także antykolonialnej. Na początku lat 1960. zbliżył się do uczestników studenckich strajków przeciw rządom Antonio Salazara. Przez trzy lata w Mozambiku pracował jako nauczyciel, a po powrocie do Portugalii pracował w szkole w Setúbal, ale stracił posadę z powodów politycznych. Wówczas zaczął więcej koncertować, występując z lewicowymi zespołami, ale jednocześnie odmówił członkostwa w partii komunistycznej. Udało mu się podpisać kontrakt z wytwórnią Orfeu.
Po liberalizacji związanej ze śmiercią Salazara zezwolono na tworzenie demokratycznych związków zawodowych, a Afonso przyłączył się do ich struktur i wsparł protesty studenckie na Uniwersytecie w Coimbrze. W latach 1969–1971 jego albumy trzy razy z rzędu otrzymywały tytuł płyty roku. W latach 1970. Afonso jako pierwszy zaczął łączyć fado z rockiem i nueva canción. Dużo koncertował, ale często jego występy były zakazywane przez władze. 25 kwietnia 1974 r. nadanie w radiu piosenki E depois do adeus Paula de Carvalho stało się dla wojska sygnałem wyruszenia na pozycje do rozpoczęcia zamachu stanu nazwanego później rewolucją goździków, a późniejsze wyemitowanie piosenki Afonso Grândola, Vila Morena, która przez długi czas była na indeksie cenzury, stało się sygnałem do zajęcia strategicznych budynków. Po rewolucji zaangażował się w ruchy lewicowe.
Na początku lata 1980. zaczęły się u niego pojawiać symptomy stwardnienia zanikowego bocznego, w związku z czym w 1983 r. dał ostatni koncert, a dwa lata później wydał ostatnią płytę. Zmarł 23 lutego 1987 r. w Setúbal, a w jego pogrzebie uczestniczyło 30 tys. osób.
Dwukrotnie żonaty. Z Marią Amálią Oliveirą miał dwoje dzieci (José Manuel i Maria Helena), a po rozwodzie ożenił się ponownie z Zélią Afonso i miał z nią dwoje dzieci (Joana i Pedro).
W 2007 r. w plebiscycie na największego Portugalczyka zajął 29. miejsce.